# کیم جانگ هون
کیم جانگ هون (کره‌ای: 김장훈; هانجا: 金章勳؛ زادهٔ ۱۴ اوت ۱۹۶۳) خواننده اهل کره جنوبی است و به خاطر راک بالادهایش شناخته می‌شود.

## اوایل زندگی و تحصیلات
کیم جانگ هون مدرسه را رها کرد و به عنوان یک دی‌جی در کافه کار خود را آغاز کرد. در سال ۱۹۹۱، او نخستین آلبوم خود را منتشر کرد. چو دونگ ایک ترانه‌سرا و تنظیم کنندهٔ بیشتر آهنگ‌های او بود. این آلبوم شامل ترانه‌های «در یک روز آفتابی» نوشته شده توسط یو هی-یول، «همیشه بین من و تو» و «به فردا» نوشته شده توسط چو دونگ ایک بود. دومین آلبوم او شامل ترانهٔ «حالا» بود که در سال ۱۹۹۳ منتشر شد. سومین آلبوم کیم جانگ هون به نام من فقط آهنگم را خواندم بود.

## برای مطالعهٔ بیشتر
- http://news.khan.co.kr/kh_news/khan_art_view.html?artid=200711261744051&code=210000
- http://music.naver.com/artist.nhn?m=bio&artistid=38%5Bپیوند+مرده%5D
- http://music.naver.com/artist.nhn?m=allalbums&artistid=38%5Bپیوند+مرده%5D
- http://music.naver.com/artist.nhn?m=allalbums&artistid=38&page=2%5Bپیوند+مرده%5D
- http://www.inmuz.com/bbs/search.php?ss=1&sx=1&kw=김장훈
- http://www.inmuz.com/bbs/view.php?id=album&no=738&keyword=김장훈&sn=off&ss=on&sc=off
- http://www.inmuz.com/bbs/view.php?id=album&no=739&keyword=김장훈&sn=off&ss=on&sc=off&sx=on
- http://www.inmuz.com/bbs/view.php?id=album&no=740&keyword=김장훈&sn=off&ss=on&sc=off&sx=on
- http://kin.naver.com/detail/detail.php?d1id=3&dir_id=30402&eid=G152cOZZSymIdDfnbsQONY0Gen+Tn/kv&qb=sejA5cjGvLHH4A==&pid=fbac7loQsDlssv9RKQlsss--288754&sid=5Cc-0neEW0gAACDON08AAAA5